# Агелад
Агелад (на старогръцки: Αγελάδας) е един от най-известните древногръцки скулптори от архаичния период.
Агелад е родом от Аргос, но работи в Атина. Според сведенията на Плиний Стари, той е учител на Мирон и Поликлет Стари, а други автори го считат дори за учител на Фидий. Работи предимно с бронз. Изобразява атлети-победители от Олимпийските и Делфийските игри. Негова е и известната статуя на Зевс в Месена. Творбите му не са достинали до наши дни. Предполага се, че той е авторът на знаменитата статуя на Посейдон намерена близо до нос Артемисий, и изложена в Атинския археологически музей.